# Negotiate with Love
«Negotiate With Love» es el primer sencillo del álbum Come & Get It de Rachel Stevens, editado en 2005. Este sencillo alcanzó en ventas el puesto número 10 en Reino Unido y vendió 35 000 copias.

## Lista de canciones
- CD 1

1. «Negotiate With Love» [Radio Edit]
2. «Some Girls» [Europa XL Vocal Mix]

- CD 2

1. «Negotiate With Love» [Radio Edit]
2. «Negotiate With Love» [Love To Infinity Radio Edit]
3. «Queen»
4. «Interview»
5. «Negotiate With Love» [CD-ROM Video]
6. «Negotiate With Love» [Karaoke Video]
7. «Negotiate With Love» [PC Game]
8. «Negotiate With Love» [Ringtone]

- Datos: Q1460169